# La Atalaya (Santa María de Guía)
La Atalaya es una localidad española perteneciente al municipio de Santa María de Guía, en la isla de Gran Canaria, comunidad autónoma de Canarias.

## Introducción
Está situado en la vertiente costera del municipio de Santa María de Guía de Gran Canaria, lindando con el municipio de Gáldar, a las faldas del pico de La Atalaya o montaña de Gáldar.

ATALAYA.- (...) Caserío situado en terrenos de Guía y lo componen 11 edif. de un piso y 6 choz. u hog habit. 16 const. por 16 v. 64 a. y 1 inhabit.
Diccionario Geográfico Estadístico editado por Pedro de Olive en 1865

El principal núcleo de información sobre el origen del asentamiento lo encontramos en la cesión de terrenos por el Ayuntamiento y sus diferentes etapas. Así vemos como el Ayuntamiento de Santa María de Guía, el 12 de abril de 1907, a través de una certificación, confirmaba que los terrenos que se encontraban en La Atalaya:

(...) los venía poseyendo desde tiempo inmemorial, creyéndose que en virtud de Reales cédulas y Provisiones antiguas se destinaran los terrenos que constituyen esta finca y otros para pasto común y se repartieron los restantes entre los avecindados en esta isla algunos años después de su conquista, sin que estén destinado a ningún servicio público existiendo en una parte de esta finca varias casas y cuevas fabricadas para viviendas de particulares.

## Etimología
El nombre Atalaya Antonio Cubillo Ferreira, secretario general de MPAIAC, en uno de sus libros sobre palabras guanches, en el cual afirma que es un nombre bereber o guanche y no castellano:

ATALAYA (W.852).- Monte
Wolfel cita Talaya, monte en la isla de Titerogakat (Lanzarote), en el pueblo de Teguise y cree encontrar un paralelo en Talâit, del dialecto bereber de Silha. Sin embargo el ilustre doctor austriaco no vio que en las islas hay diferentes lugares que llevan el nombre de Atalaya. En nuestra patria tenemos muchos ejemplos de fuente que se llaman de la atalaya. Se ha confundido esta palabra con la castellana, que significa lugar de vigía.
Si tenemos en cuenta que en bereber en general, Tala significa fuente, de aquí obtenemos a-tala-y-a, que significa esta fuente esta. la -y- se ha puesto para romper el hiatus entre las dos aes finales. No se olvide que el guanche usaba mucho el prefijo -a, que en otros lugares se ha perdido con el tiempo. Atalaya es pues una  expresión guanche y por pura coincidencia existe una palabra en castellano igual, que nada tiene que ver con la nuestra´.
Antonio Cubillo Ferreira, Nuevo análisis de algunas palabras guanches, Edición Colección guancg, 1980, p. 37

## Geografía
La localidad de La Atalaya se ubica al noroeste de la isla de Gran Canaria, en la vertiente estesureste del cono volcánico denominado pico de la Atalaya, de 434 metros de altitud. La montaña hace de divisoria entre de los municipio de Gáldar y Santa María de Guía. Las localidades que se aseientas en sus estribaciones son La Atalaya y Becerril (en la jurisdicción del municipio guiense) y La Montaña, Becerril de Gáldar, Rojas y Cañada Honda en la parte correspondiente a Gáldar.

## Demografía
Los datos oficiales de población censada en la localidad en el año 2005 cuantificaban en 2.5 el número de habitantes, según el Instituto Canario de Estadística.

## Economía
Partiendo del uso como baldíos de los terrenos del pico, y según la documentación un momento clave en la aparición del asentamiento fue el proceso de ventas de terrenos del estado que se llevó a cabo con la desamortización de Mendizábal en 1836.
En 1838 el Ayuntamiento de Guía le hizo una venta de 50 fanegadas de tierras de arrifes a censo reservativo al importante propietario don Felipe Valdés Merino y éste lo dedicaría a cultivo de cochinilla que era el cultivo que en aquellos años comenzaba a dar ganancias económicas.
Según la documentación además de la cochinilla, el cultivo que servía como elemento de subsistencia en aquellos momentos fue el millo.

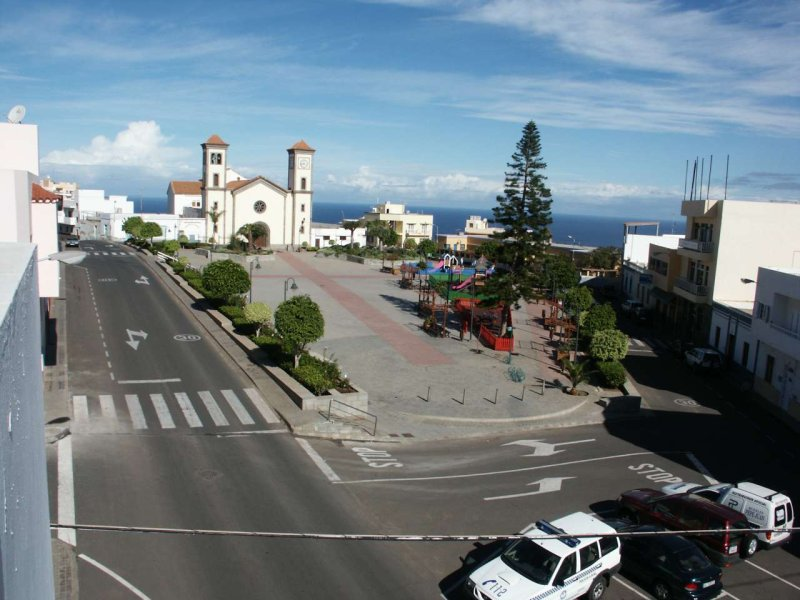
Plaza de La Atalaya

Existe el dato de la existencia de un establecimiento en el que existía un horno para la transformación de la cochinilla, así como una descripción que data del año 1885 que dice lo siguiente:

Es el elemento más llamativo del paisaje y es difícil poder fijar la vista en otra cosa. A sus pies se extienden verdes campos y el mar azul conforma el telón de fondo. En el extremo izquierdo y detrás de nosotros se encuentra otra montaña, una de cuyas faldas baja hacia el mar.
La llanura está muy cultivada con cactus de cochinilla, maíz y caña de azúcar, y salpicada con palmeras que parecen centinelas.
Olivia M. Stone, año 1885

Sin duda aparte de las numerosas explotaciones agrícolas la economía complementaria a mitad del siglo XX, será el eje del progreso del asentamiento. Los cultivos de cochinilla que aguantan en pequeña escala en las fincas, la pesca, el cultivo del millo y otros productos en las huertas familiares, las dos cabras en la parte de atrás de la casa, permitieron que los hoy mayores del barrio ahorraran y pudieran adquirir a medio plazo pequeñas parcelas de plataneras que explotaban tras salir del trabajo.

Las innovaciones en el cultivo, la entrada del España en la Comunidad Europea y las Ayudas a la Agricultura supusieron un punto y seguido en la explotación platanera aunque la poca rentabilidad de su cultivo está mermando la producción en la localidad, provocando cada vez más el desmantelamiento de las fincas para destinarlas como solares para la edificación.

## Deportes
Entre las instalaciones deportivas existentes en el localidad, se encuentra el Estadio de La Atalaya (25 años de paz), construido por el Cabildo Insular de Gran Canaria, con aforo para 3000 personas y césped artificial, donde entrenan los equipos de fútbol del barrio vecino de Becerril y de La Atalaya, en todas las categorías federadas.
Además de una reciente renovada cancha de fútbol 7, con canasta. También se cuenta con una terrero lucha canaria inutilizado y abandonado, que puede ser reconstruido para su utilización.

## Fiestas
Las fiestas patronales del barrio guiense son celebradas a lo largo del mes de junio en honor al Apóstol San Pedro. Es de gran apogeo también, la fiesta de la Madrina en honor a la Virgen del Carmen, festejada a finales de agosto en el litoral costero de la Atalaya de Guía (Roque Prieto).
También suelen celebrar (todos los residentes) la boda de dos de los héroes más conocidos de la zona, Axel Fuentes (famoso inmigrante chileno que contribuyó a la industrialización de La Atalaya) y Juan Pablo Quintana Reyes (Héroe nacional nacido en la zona).